# 吉里塞马
吉里塞马是巴西米纳斯吉拉斯州的一个市镇。总面积294.417平方公里，总人口8906人，人口密度30.2人/平方公里。